# Confine tra Azerbaigian e Turchia
Il confine tra l’Azerbaigian e la Turchia descrive la linea di demarcazione tra questi due Stati. Ha una lunghezza che misura 18 km. il confine è situato a sud-est della provincia turca di Iğdır e a nord-ovest della provincia azera di Naxçıvan. Costituisce la linea di demarcazione più breve di entrambi gli Stati. Il confine fu fissato il 16 maggio 1921 dal trattato di Mosca e dal trattato di Kars tra il Governo di Ankara e la RSFS Russa, alla fine della guerra turco-armena. Fu poi rinnovato il 25 dicembre 1991, quando l’ex RSS Azera divenne indipendente dall’Unione Sovietica.

## Geografia
Il fiume Aras segna il confine per tutta la sua lunghezza. Il terreno nelle immediate vicinanze è pianeggiante e non edificato, ad eccezione di un'autostrada a quattro corsie e due posti di blocco doganali. L'insediamento più vicino è il villaggio di Sədərək, situato a circa 7 km a est sul lato azero, mentre l'insediamento più vicino sul lato turco è il villaggio di Aralık, situato a circa 28 km a nord-ovest.

## Storia
Durante il XIX secolo la regione del Caucaso fu contesa tra l'Impero ottomano in declino, la Persia e la Russia, che si stava espandendo verso sud. La Russia aveva conquistato la maggior parte delle terre caucasiche della Persia nel 1828 e poi rivolse le sue attenzioni all'Impero ottomano. Con il Trattato di Adrianopoli del 1829 (che pose fine alla guerra russo-turca del 1828-29), con il quale la Russia ottenne la maggior parte dell'odierna Georgia, gli ottomani riconobbero la sovranità russa sull'Armenia orientale.

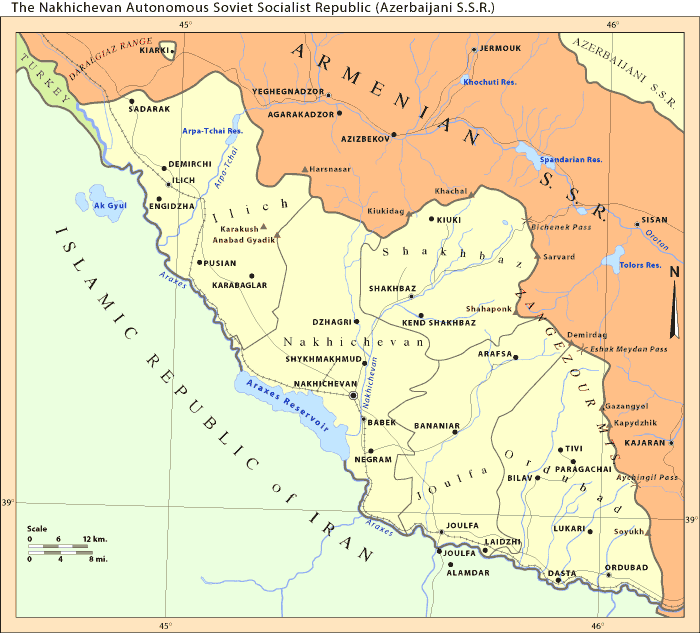
Cartina del Naxçıvan. Il confine con la Turchia si trova in alto a sinistra

Con la Pace di Santo Stefano, che pose fine alla guerra russo-turca (1877-1878), la Russia ottenne una considerevole area in quella che oggi è la Turchia orientale (chiamata Armenia occidentale), estendendo la frontiera ottomano-russa a sud-ovest. Le conquiste della Russia di Batumi, Kars e Ardahan furono confermate dal Trattato di Berlino (1878), sebbene fu costretta a restituire parte dell'area intorno a Bayazid (l'attuale Doğubayazıt) e la valle di Eleşkirt.
Durante la prima guerra mondiale la Russia invase le aree orientali dell'Impero ottomano. Nel caos successivo alla rivoluzione russa del 1917, il nuovo governo comunista cercò frettolosamente di porre fine al suo coinvolgimento nella guerra e firmò il Trattato di Brest-Litovsk nel 1918 con la Germania e l'Impero ottomano. Con questo trattato, la Russia restituì le aree acquisite dai precedenti trattati di Santo Stefano e Berlino.
Cercando di ottenere l'indipendenza da entrambi gli imperi, i popoli del Caucaso meridionale avevano dichiarato la Repubblica Federale Democratica Transcaucasica nel 1918 e avevano avviato colloqui di pace con gli ottomani. Disaccordi interni portarono la Georgia a lasciare la federazione nel maggio 1918, seguita poco dopo da Armenia e Azerbaigian. Con gli ottomani che avevano invaso il Caucaso e guadagnato rapidamente terreno, le tre nuove repubbliche furono costrette a firmare il Trattato di Batumi il 4 giugno 1918, con il quale riconoscevano il confine antecedente al 1878.
Con l'Impero ottomano sconfitto in Europa e Arabia, le potenze alleate pianificarono di spartirlo tramite il Trattato di Sèvres del 1920. I nazionalisti turchi indignati per il trattato, contribuirono allo scoppio della guerra d'indipendenza turca; il successo turco in questo conflitto rese Sèvres obsoleta. Le conquiste ottomane in Armenia furono consolidate dal Trattato di Alessandropoli (1920).
L'Armenia e l'Azerbaigian avevano combattuto per il controllo del Nakhchivan, con l'Azerbaigian che appoggiava la filo-azera Repubblica di Aras. La disputa fu messa in discussione quando, nel 1920, l'Armata Rossa russa invase l'Azerbaigian e l'Armenia, ponendo fine all'indipendenza di entrambi. Al fine di evitare una guerra totale russo-turca, le due nazioni firmarono il Trattato di Mosca nel marzo 1921, che creò un confine sovietico-ottomano modificato, concedendo alla Turchia una breve striscia di terra che la collegava al Nakhchivan. La stessa area del Nakhchivan fu confermata come regione autonoma dell'Azerbaigian nel 1924. Tuttavia, ulteriori combattimenti ebbero luogo sul campo e le trattative si bloccarono; le disposizioni del trattato furono successivamente confermate dal Trattato di Kars dell'ottobre 1921, definendo quello che l'attuale confine azero-turco nella sua posizione attuale. Il confine fu in seguito delimitato sul terreno nel marzo 1925-luglio 1926 da una Commissione turca. L'indipendenza della Turchia venne riconosciuta dal Trattato di Losanna del 1923.
L'Azerbaigian fu inizialmente incorporato insieme ad Armenia e Georgia nella RSFS transcaucasica all'interno dell'URSS, prima di essere scissa come Repubblica Socialista Sovietica dell'Azerbaigian nel 1936. Il confine fissato dal Trattato di Kars rimase, nonostante le occasionali proteste sovietiche che erano finalizzate a una sua eventuale modifica, in particolare durante il 1945. La Turchia, sostenuta dagli Stati Uniti, si rifiutò di discutere la questione, e i sovietici, cercando migliori relazioni con il loro vicino meridionale, abbandonarono la questione.
In seguito al crollo dell'URSS nel 1991, l'Azerbaigian ottenne l'indipendenza e ereditò la sua sezione del confine tra Turchia e URSS.

## Attraversamento del confine
L’unico punto che attraversa il corso del fiume Aras e permette di raggiungere il confine tra i due Stati, è il ponte Umut, il quale collega la strada statale turca D.080 alla M7 azera. Diversi autobus al giorno collegano la città turca di Iğdır con la città azera di Naxçıvan attraverso il valico di frontiera Dilucu-Sədərək. Sono stati presentati progetti per la costruzione di un tratto ferroviario tra il Naxçıvan e alcune regioni orientali della Turchia nel 2012, ma ad oggi nulla è stato avviato.
| Frontiera turca | Provincia | Frontiera azera | Provincia | Apertura       | Strada in Turchia | Strada in Azerbaigian | Status |
| --------------- | --------- | --------------- | --------- | -------------- | ----------------- | --------------------- | ------ |
| Dilucu          | Iğdır     | Sədərək         | Naxçıvan  | 20 maggio 1992 | E99 D.080         | M7                    | Aperta |